# Serpico
Serpico is een Amerikaanse biografische misdaadfilm uit 1973 onder regie van Sidney Lumet. Het verhaal is gebaseerd op dat uit het gelijknamige boek van Peter Maas over Francisco Vincent Serpico, een NYPD-politieofficier die getuigde in een zaak tegen politiecorruptie.
Serpico werd genomineerd voor de Oscar voor beste script en die voor beste hoofdrolspeler (Al Pacino). De filmmuziek van Mikis Theodorakis werd genomineerd voor een Grammy Award. Het script kreeg daadwerkelijk een Writers Guild of America Award toegekend en Pacino zowel een Golden Globe, een National Board of Review Award als een Premi David di Donatello.

## Rolverdeling
| Acteur                    | Personage     |
| ------------------------- | ------------- |
| Al Pacino                 | Frank Serpico |
| John Randolph             | Sidney Green  |
| Jack Kehoe                | Tom Keough    |
| Biff McGuire              | McClain       |
| Barbara Eda-Young         | Laurie        |
| Cornelia Sharpe           | Leslie        |
| Tony Roberts              | Bob Blair     |
| Allan Rich                | Tauber        |
| Norman Ornellas           | Rubello       |
| Edward Grover             | Lombardo      |
| Albert Henderson          | Peluce        |
| Hank Garrett              | Malone        |
| Damien Leake              | Joey          |
| Joseph Bova               | Potts         |
| Gene Gross Captain Tolkin |               |
| Woodie King Jr.           | Larry         |
| James Tolkan              | Steiger       |
| Bernard Barrow            | Palmer        |
| Nathan George             | Smith         |
| Alan North                | Brown         |
| Lewis J. Stadlen          | Berman        |
| Ted Beniades              | Sarno         |
| John Lehne                | Gilbert       |
| M. Emmet Walsh            | Gallagher     |
| Charles White             | Delaney       |

## Trivia
- Later werkten regisseur Lumet en acteur Pacino ook samen aan Dog Day Afternoon.
- De uitdrukking in het Engels: "Serpico has got to go" is ook ontleend aan de protagonist in de gelijknamige film.